# Australian Open 2009 - Doppio maschile in carrozzina
Shingo Kunieda e Satoshi Saida erano i detentori del titolo, ma solo Shingo Kunieda ha partecipato quest'anno.
Shingo Kunieda ha fatto coppia con Robin Ammerlaan e ha battuto in finale 7–5, 6–1 Stefan Olsson e Maikel Scheffers.

## Teste di serie
1. Stephane Houdet /  Michael Jeremiasz (semifinali)
2. Robin Ammerlaan /  Shingo Kunieda (campioni)

## Tabellone

### Legenda
| - Q = Qualificato - WC = Wild card - LL = Lucky loser | - ALT = Alternate - SE = Special Exempt - PR = Protected Ranking | - w/o = Walkover - r = Ritirato - d = Squalificato |

### Fase finale
|  | Semifinali | Semifinali                        | Semifinali                        | Semifinali                        | Semifinali |  |  | Finale | Finale                         | Finale                         | Finale | Finale |  |
|  |            |                                   |                                   |                                   |            |  |  |        |                                |                                |        |        |  |
|  | 1          | Stephane Houdet Michael Jeremiasz | Stephane Houdet Michael Jeremiasz | Stephane Houdet Michael Jeremiasz |            |  |  |        |                                |                                |        |        |  |
|  |            | Stefan Olsson Maikel Scheffers    | Stefan Olsson Maikel Scheffers    | Stefan Olsson Maikel Scheffers    | w/o        |  |  |        | Stefan Olsson Maikel Scheffers | Stefan Olsson Maikel Scheffers | 5      | 1      |  |
|  |            | Martin Legner Ben Weekes          | Martin Legner Ben Weekes          | 1                                 | 2          |  |  | 2      | Robin Ammerlaan Shingo Kunieda | Robin Ammerlaan Shingo Kunieda | 7      | 6      |  |
|  | 2          | Robin Ammerlaan Shingo Kunieda    | Robin Ammerlaan Shingo Kunieda    | 6                                 | 6          |  |  |        |                                |                                |        |        |  |